# Vireó de manglar
El vireó de manglar (Vireo pallens) és un ocell de la família dels vireònids (Vireonidae).

## Hàbitat i distribució
Habita manglars i vegetació humida des del sud-oest de Sonora cap al sud fins al centre de Costa Rica. Costa del Golf, Península de Yucatán fins Belize i Hondures.